# Dixie Gilmer
William Franklin Gilmer, detto Dixie (Mount Airy, 7 giugno 1907 – Oklahoma City, 9 giugno 1954), è stato un politico e avvocato statunitense.
Nato nella Carolina del Nord, e trasferitosi coi genitori in Oklahoma, si laureò in legge ad Oklahoma City nel 1923, ed in quello stesso anno cominciò a praticare l'attività forense.
Si trasferì a Tulsa nel 1929. Fu membro, per il partito Democratico, della camera dei rappresentanti dell'Oklahoma, e - per la legislatura dal 1949 al 1951 - rappresentante dell'Oklahoma alla Camera dei rappresentanti degli Stati Uniti, venendo però sconfitto alle successive elezioni da quello stesso George Blaine Schwabe cui aveva tolto il seggio nel 1949.